# Francis Coquelin
Francis Coquelin, född 13 maj 1991 i Laval, är en fransk fotbollsspelare som spelar för Nantes. Han spelar som defensiv mittfältare, men kan även spela som högermittfältare eller högerback. Coquelin har representerat Frankrikes U17, U18, U19, U20 och U21-landslag.

## Karriär
Den 11 januari 2018 värvades Coquelin av spanska Valencia, där han skrev på ett 4,5-årskontrakt. Den 12 augusti 2020 värvades Coquelin av Villarreal, där han skrev på ett fyraårskontrakt.
Den 31 januari 2025 skrev Coquelin på ett halvårskontrakt med Ligue 1-klubben Nantes.